# Jinju
Jinju (del coreano: 진주), oficialmente Ciudad de Jinju (en coreano: 진주시, Jinju-si), es una ciudad ubicada en la provincia de Gyeongsang del Sur, al sur de la república de Corea del Sur. Está ubicada al sur de Seúl a unos 285 km. Su área es de 712,62 km² (con 61% de bosques) y su población total es de 350 000. Es rica en recursos naturales e históricos.

## Administración
La ciudad se divide en distritos.

## Historia
Existente desde la edad de Bronce, es hoy una ciudad moderna y compleja. Es el lugar de los dos asientos de la guerra Imjin en las invasiones japonesas (1592-1598).
Se encuentra en el ranking de las cinco ciudades más raras del mundo.

## Economía
La ciudad tiene abundantes recursos naturales y una importante agricultura con producción de arroz, trigo y frutas. También posee grandes industrias de maquinaria, textiles y papel, y es un centro turístico.

## Industria de la seda
Desde tiempos antiguos, la seda procesada en Jinju ha sido reconocida por su calidad superior, que es el resultado de la combinación de los recursos naturales (como el agua del monte Jiri) y los humanos. Las fábricas de seda de Jinju aportan el 70% de la producción nacional.

## Festivales
Varios eventos culturales se realizan en Jinju cada año. Entre ellos, el Festival de los faroles flotantes (진주 남강유등 축제 ), que se celebra en octubre, por aproximadamente diez días. Este festival nacional considerado turismo cultural, exclusivo de Jinju, cuenta con un espectáculo de faroles flotantes en el río Nam, para conmemorar el espíritu patriótico de la milicia de 70 000 soldados y las tropas del gobierno que murieron por su país, defendiendo a Jinju de las fuerzas japonesas durante la segunda guerra Imjin (1592-1598).
El Festival Nongae, celebrado en mayo, conmemora el sacrificio de la kisaeng Non Gae, el asesinato de un general japonés, junto con 70 000 coreanos que perdieron la vida durante la guerra Imjin.

## Clima
Tiene una temperatura media anual de 13 °C y una precipitación de 1528,2 mm.
| Parámetros climáticos promedio de Jinju (1981−2010) | Parámetros climáticos promedio de Jinju (1981−2010) | Parámetros climáticos promedio de Jinju (1981−2010) | Parámetros climáticos promedio de Jinju (1981−2010) | Parámetros climáticos promedio de Jinju (1981−2010) | Parámetros climáticos promedio de Jinju (1981−2010) | Parámetros climáticos promedio de Jinju (1981−2010) | Parámetros climáticos promedio de Jinju (1981−2010) | Parámetros climáticos promedio de Jinju (1981−2010) | Parámetros climáticos promedio de Jinju (1981−2010) | Parámetros climáticos promedio de Jinju (1981−2010) | Parámetros climáticos promedio de Jinju (1981−2010) | Parámetros climáticos promedio de Jinju (1981−2010) | Parámetros climáticos promedio de Jinju (1981−2010) |
| Mes                                                 | Ene.                                                | Feb.                                                | Mar.                                                | Abr.                                                | May.                                                | Jun.                                                | Jul.                                                | Ago.                                                | Sep.                                                | Oct.                                                | Nov.                                                | Dic.                                                | Anual                                               |
| --------------------------------------------------- | --------------------------------------------------- | --------------------------------------------------- | --------------------------------------------------- | --------------------------------------------------- | --------------------------------------------------- | --------------------------------------------------- | --------------------------------------------------- | --------------------------------------------------- | --------------------------------------------------- | --------------------------------------------------- | --------------------------------------------------- | --------------------------------------------------- | --------------------------------------------------- |
| Temp. máx. media (°C)                               | 6.6                                                 | 9.0                                                 | 13.7                                                | 20.0                                                | 24.1                                                | 27.1                                                | 29.3                                                | 30.3                                                | 26.6                                                | 21.9                                                | 15.3                                                | 9.5                                                 | 19.5                                                |
| Temp. media (°C)                                    | −0.1                                                | 2.1                                                 | 6.8                                                 | 12.8                                                | 17.6                                                | 21.5                                                | 25.1                                                | 25.7                                                | 21.0                                                | 14.5                                                | 7.7                                                 | 2.0                                                 | 13.1                                                |
| Temp. mín. media (°C)                               | −5.8                                                | −3.9                                                | 0.4                                                 | 5.9                                                 | 11.5                                                | 16.8                                                | 21.7                                                | 21.9                                                | 16.4                                                | 8.4                                                 | 1.6                                                 | −4.0                                                | 7.6                                                 |
| Precipitación total (mm)                            | 32.9                                                | 43.0                                                | 72.1                                                | 118.2                                               | 122.8                                               | 213.0                                               | 300.0                                               | 316.9                                               | 184.5                                               | 45.0                                                | 45.0                                                | 19.2                                                | 1512.8                                              |
| Días de precipitaciones (≥ 0.1 mm)                  | 4                                                   | 5                                                   | 7                                                   | 8                                                   | 9                                                   | 10                                                  | 13                                                  | 12                                                  | 9                                                   | 5                                                   | 5                                                   | 3                                                   | 90                                                  |
| Horas de sol                                        | 191.6                                               | 182.6                                               | 196.0                                               | 206.7                                               | 208.5                                               | 159.3                                               | 150.9                                               | 166.4                                               | 159.2                                               | 199.0                                               | 174.3                                               | 190.2                                               | 2184.5                                              |
| Humedad relativa (%)                                | 62.4                                                | 61.8                                                | 62.9                                                | 65.2                                                | 70.4                                                | 76.0                                                | 81.8                                                | 81.0                                                | 78.2                                                | 74.0                                                | 70.8                                                | 66.2                                                | 70.9                                                |
| Fuente: Korea Meteorological Administration         |                                                     |                                                     |                                                     |                                                     |                                                     |                                                     |                                                     |                                                     |                                                     |                                                     |                                                     |                                                     |                                                     |

## Ciudades hermanas
- Eugene (1961)
- Winnipeg (1992)
- Suncheon (1998)
- Kyoto (1999)
- Matsue (1999)
- Zhengzhou (2000)
- Asan (2004)
- Andong (2004)
- Gangnam-gu, Seúl (2005)
- Omsk (2007)